# Ernst Friedrich Apelt
Ernst Friedrich Apelt (* 3. März 1812 in Reichenau, Königreich Sachsen; † 27. Oktober 1859 auf seinem Gut Oppelsdorf in der Oberlausitz) war ein deutscher Philosoph und Unternehmer.

## Leben
Der Unternehmerssohn widmete sich seit 1831 philosophischen und mathematischen Studien erst bei Jakob Friedrich Fries in Jena, dann in Leipzig, habilitierte sich 1839 zu Jena, wurde dort 1840 außerordentlicher und 1856 ordentlicher Professor.
Nach dem Tod des Vaters übernahm Apelt die Leitung des Braunkohlenwerkes Friedrich Apelt in Oppelsdorf und errichtete im Ort ein Vitriolwerk. Das von ihm errichtete Kurbad bildete die Grundlage für den späteren Kurort Bad Oppelsdorf.
Apelt war der namhafteste Vertreter der Fries’schen Schule und nach dem Tod von Fries deren Mittelpunkt.
Zu seinen Kindern aus der Ehe mit Emilie  von Otto (1823–1895) gehören der Philologe und Plato-Übersetzer Otto Apelt (1845–1932) und der Jurist Karl Alexander Apelt (1847–1912), dessen Sohn Willibalt Apelt (1877–1965) später sächsischer Innenminister war.

## Werke
- Die Epochen der Geschichte der Menschheit. Eine historisch-philosophische Skizze.  Mauke, Jena 1845–1846, 2 Bde. (Digitalisat 2. Aufl. Band 1), (Band 2)
- Johann Keplers astronomische Weltansicht. Weigel, Leipzig 1849. (Digitalisat)
- Die Reformation der Sternkunde. Ein Beitrag zur deutschen Culturgeschichte. Mauke, Jena 1852. (Digitalisat)
- Die Theorie der Induktion. Engelmann, Leipzig 1854. (Digitalisat)
- Metaphysik. Engelmann, Leipzig 1857. (Digitalisat)
- Religionsphilosophie. Hrsg. von Gustav Frank. Engelmann, Leipzig 1860. (Digitalisat)